# Andreas Georgiou (Musiker)
Andréas Georgiou (griechisch Ανδρέας Γεωργίου, * 27. Juni 1957 in Famagusta) ist ein zypriotischer Gitarrist und Komponist des Ethno-Jazz. Er spielt auch zwölf-, sechzehnsaitige und andere vielsaitige Gitarren sowie Sitar, Tambura, Sanza, Pithkiavli aus Zypern und kleine Perkussionsinstrumente.

## Leben und Wirken
Georgiou erhielt ab dem zehnten Lebensjahr klassischen Gitarrenunterricht von Michael Michailoudis. Mit seiner Familie flüchtete er nach dem Bombardement seiner Heimatstadt und gründete 1975 die Bluesrock-Band Liquid Bronze. Von 1978 bis 1986 studierte er Klavier bei Tasoula Papafilipou und Harmonielehre und Komposition bei Dimitris Dragatakis. 1988 erhielt er am Simonas Karas College Unterweisung in Byzantinischer Musik durch George Remoundos. Seit 1985 spielte er Fusionjazz in der Band Notes (mit George Zikogiannis, Nikos Touliatos und Vasilis Baxenakis) und legte sein Debütalbum vor. Es folgten Auftritte mit Monika Linges und mit Sándor Szabó. 1990 gründete er das Folklore-Ensemble Hermae, mit dem er auch zwei Alben einspielt. Auch beschäftigte er sich zunehmend mit Theatermusik. 1997 und 1998 tourte er mit Embryo, um dann mit der Fusionband Trias und dem Jazztrio Aeora aufzutreten. Seit der gleichen Zeit kam es zur Zusammenarbeit mit Eberhard Weber, mit dem er später auch im Duo tourte. Neben seinem Ethnic Jazz Quartet spielte er ab 2005 auch im Trio mit Michael Hornstein und Peter Bockius, mit denen er auch in Deutschland unterwegs war.
Während der letzten 20 Jahre trat Georgiou auf Festivals in Lateinamerika und Europa auf und gab Konzerte in zahlreichen europäischen Ländern. Seit 1989 unterrichtet er am Konservatorium von Patras.

## Diskographische Hinweise
- Talisman (1990, mit Dimitris Karaganis, Takis Velianitis, Takis Cheliotis)
- Vananda (1998, mit Savina Yannatou, Floros Floridis, Eberhard Weber, Kora Michaelian)
- Asate (2002/03, mit Savina Yannatou, Eberhard Weber, Harris Lamprakis, Airto Moreira)
- Famagusta (2005, mit Giorgos Maglaras, Christina Pieri, Andreas Papas)
- Jua Ni Juu (2007, mit Paul McCandless, Eberhard Weber, Mark Walker)